# De divinatione
El De divinatione es una obra filosófica de Marco Tulio Cicerón redactada en dos libros y escrita en los primeros meses del 44 a. C., período en que la última dictadura de César conllevó el alejamiento del autor de la actividad política.
La obra es notable como una de las principales fuentes de la posteridad sobre el funcionamiento de la religión romana. De divinatione es también una rica fuente histórica acerca de la concepción de la cientificidad en la antigüedad romana clásica.
También incluye un fragmento del poema de Cicerón sobre su propio consulado.

## Contenido

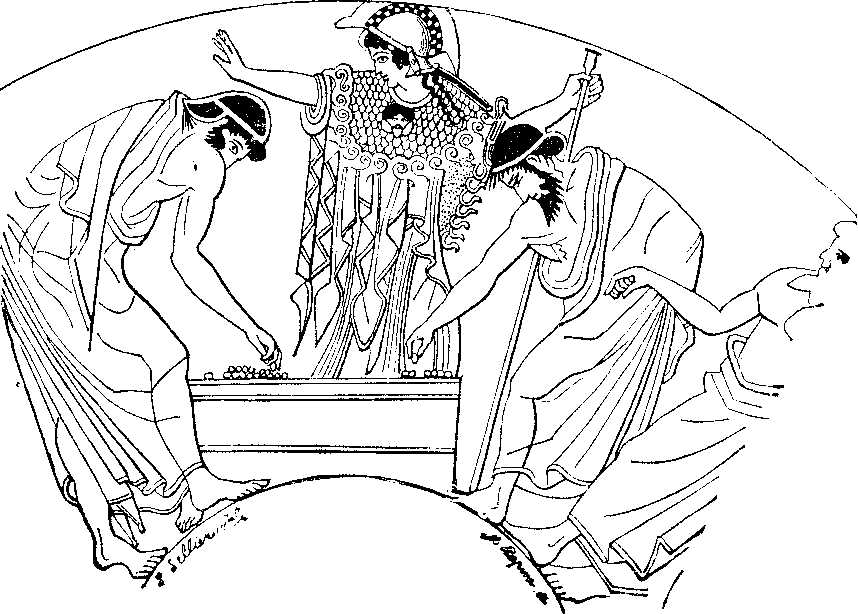
Escena de Cleromancia: de una kílix ática en cerámica de figuras rojas del "Pintor de Dúrides", 490 a. C.

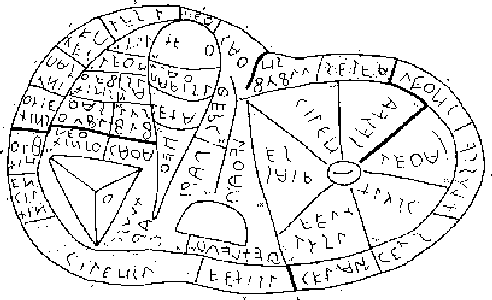
Reproducción gráfica del "Hígado de Piacenza", -

En el Libro I Cicerón imagina encontrarse en la propia villa de Túsculo en compañía de su hermano Quinto Tulio Cicerón, el cual abre el tratado, exponiendo su propio punto de vista en favor de la clarividencia y en línea con el estoicismo. Según tal corriente filosófica,  la posibilidad de prever el futuro tendría un fundamento real y la prueba más evidente puede encontrarse en el acuerdo que todas las poblaciones demuestran tener desde siempre sobre este punto (consensus omnium) Quinto pasa después a ilustrar las dos grandes categorías en las cuales resultan divisibles los métodos de clarividencia: por un lado, la adivinación artificial, que deriva de la observación de los prodigios y de la correcta interpretación de los mismos gracias a procedimientos rigurosamente estandarizados; por otro lado, la adivinación natural, determinada por la inspiración inmediata o por una visión directa que el alma - momentáneamente libre de sus vínculos corpóreos - advierte inconscientemente, como sucede por ejemplo durante los sueños. Sobre la veracidad de tales asuntos Quinto apela a la experiencia del mismo Cicerón cuando, sobre los Montes Albanos o en la Colina Capitolina, pudo asistir a prodigios que le anunciaron la conjuración de Catilina.
En el Libro II Cicerón toma todos los argumentos y los ejemplos nombrados por su hermano, refutándolos uno tras otro y demostrando así su falta de confianza en el arte adivinatoria. De acuerdo con los principios filosóficos del escepticismo él ataca cada aspecto relacionado con los oráculos, la astrología y la aruspicina, contestando la seriedad, el cientificismo y afirmando que la religión adquiriría mayor crédito si fuese depurada de las creencias falsas y supersticiosas. A pesar de eso, Cicerón no llega a rechazar íntegramente la clarividencia, sino que justifica la práctica en cuanto institución "política", necesaria para el mantenimiento de los equilibrios internos del Estado y la salvaguarda de las tradiciones.